# Робер Молемський
Робер Молемський (фр. Robert de Molesme; 1028, Труа — 17 квітня 1111, Молем) — католицький святий, засновник ордену цистерціанців.

## Біографія
Народився в Шампані, в знатній родині. З юності відчувши покликання до монашества, він у віці 15 років вступив в бенедиктинський монастир Монтьє-ла-Селль біля міста Труа. Він швидко завоював в монастирі великий авторитет і через деякий час став пріором. У 1068 році Роберт став абатом іншого монастиря, Сан-Мішель-де-Тоннер, однак, бачачи погані порядки і марність своїх реформістських зусиль, в 1071 році повернувся в рідний монастир.

## Абатство Молем
Близько 1075 бургундці звернулися до папи Григорія VII з проханням про заснування нового монастиря і про освячення авторитетного настоятеля. Першим настоятелем майбутньої громади був призначений Робер. Він вибрав для нового монастиря селище Молем. Спочатку монастир був рядом хатин навколо каплиці Святої Трійці, проте потім почав швидко зростати і розвиватися. Святий Робер підтримував в громаді строгий порядок, статут св. Бенедикта неухильно виконувався, монахи дотримувалися суворої аскези. Коли чутки про благочестиву громаду і особисту святість її засновника широко поширилися, в Молем почали стікатися у великій кількості нові брати.

## Монастир Сіто
Віконт міста Бон дарував святому Роберу долину в глухому лісі на південь від Діжона, де вихідці з абатства Молема заснували монастир Сіто. За традицією вважається, що монастир був заснований 21 березня. Сіто став першим з монастирів нового ордена, який отримав потім з цього монастиря ім'я цистерціанці. Святий Робер став першим настоятелем Сіто; другий і третій настоятелі монастиря — святий Альберіх і святий Стефан Хардінг були в числі тих двадцяти чоловік, які залишили Молем разом з Робером.